# Йосип Скоко
Йосип Скоко (англ. Josip Skoko, нар. 10 грудня 1975, Маунт-Гамбір) — австралійський футболіст, що грав на позиції півзахисника.
Виступав, зокрема, за клуби «Хайдук» (Спліт), «Генк» та «Віган Атлетік», а також національну збірну Австралії.

## Клубна кар'єра

### Ранні роки
Скоко народився в Маунт-Гамбір, в цьому місті до 9-річного віку виступав за «Маунт-Гамбір Кротія», після чого він разом з родиною переїхав до Джилонга. Скоко виступав у складі Норз Джилонг Ворріорс, допоки в 1995 році не перейшов до хорватського клубу «Хайдук» (Спліт). Після чотирьох років виступів на стадіоні Полюд перейшов до бельгійського «Генка». У «Генку» виступав з капітанською пов'язкою та допоміг клубу виграти чемпіонський титул в сезоні 2001/02 років. В 2003 році за 2,5 мільйони доларів перебрався до турецького «Генчлербірлігі», в складі якого провів два сезони. Загалом у турецькому клубі зіграв 75 офіційних матчів, 70 з яких у стартовому складі, відзначився 7-ма голами та 14 раз отримав жовту картку. Разом з «Генчлербірлігі» виступав у Кубку УЄФА. Провів два успішні сезони в клубі, після чого звернувся до технічного директора клубу Зія Догана з проханням про перехід до іншого клубу.

### Віган Атлетік
На початку сезону 2005/06 років Скоко за 1 мільйон євро перейшов до складу представника англійської Прем'єр-ліги «Віган Атлетік», після свого переходу до англійського клубу одразу не зумів завоювати місце в основному складі команди. Тому вже 7 січня 2006 року був відправлений в оренду до завершення сезону 2005/06 років у «Сток Сіті», який на той час виступав у Чемпіоншипі. За «Сток» зіграв 9 матчів та відзначився 2-ма голами, проти «Шеффілд Юнайтед» та «Крістал Пелес».
У сезоні 2006/07 років Пол Джюелл знову продемонстрував довіру до Скоко, надаючи йому більше ігрового чау при виході на заміні. Трансфери Джиммі Булларда та Грехема Кавани до «Фулгема» та «Сандерленда» відповідно влітку 2006 року утворили проблеми в центрі поля для «Вігана», тому Йосип разом з Паулем Шарнером та Денні Ландзатом стали основними гравцями півзахисту команди. До того ж Скоко підписав нову угоду з клубом, до кінця 2008 року. Тим не менше, наприкінці сезону стало зрозумілим, що Йосип вже зіграв свою останню гру в футболці «Вігана». Його подальшому перебуванню в клубі завадив один з пунктів в особистому контракті, а також той факт, що Скоко отримав відмову в отриманні робочої візи в Англії через припинення викликів до національної збірної Австралії. В травні 2008 року було вирішено, що контракт Скоко з клубом не буде продовжено, а вже незабаром після цього він покинув «Віган».

### Хайдук (Спліт)
Через затягування з отриманням візи для роботи в Європі, Скоко сам вирішив припинити співпрацю з клубом. Проте, 21 липня, після появи різноманітних чуток в пресі протягом цілого тижня, Скоко повернувся в професіональний футбол, підписавши 2-річний контракт зі своїм колишнім клубом, «Хайдуком» (Спліт). За його словами, рішення про перехід до хорватського клубу було прийнято буквально за декілька хвилин, й він особисто узгодив усі деталі контракту. Скоко вітав можливість повернутися в «Хайдук», оскільки в період з 1995 по 1999 роки йому вдалося відіграти в клубі понад 100 матчів, отож Йосип сміливо назвав сплітську команду «другим домом».

### Мельбурн Харт
19 травня 2010 року Скоко повернувся до Австралії та підписав контракт з новачком A-Ліги, клубом «Мельбурн Харт». Також був одним із засновників ініціативної групи. Вже в своєму другому матчі в футболці «Мельбурн Харт»  отримав травму підколінного сухожилля, через що змушено випав з тренувального процесу принаймні на один місяць. У лютому 2012 року Скоко, який вже вирішити завершити кар'єру, ненадовго повертався у професійний футбол, аби взяти участь у міжнародному клубному турнірі Гавайських островів 2012 року, після чого остаточно припинив ігрову кар'єру.

## Виступи за збірну
1997 року дебютував у складі національної збірної Австралії в матчі проти збірної Македонії. Протягом кар'єри у національній команді, яка тривала 11 років, провів у формі головної команди країни 51 матч, забивши 9 голів.
В листопаді 2005 року Скоко вийшов на заміну в переможному для австралійців матчі плей-оф проти Уругваю в рамках кваліфікації до Чемпіонату світу з футболу 2006 року. Був капітаном збірної Австралії в матчі проти Бахрейну в кваліфікації до Кубку Азії 2006 року.
25 травня 2006 року Скоко відзначився голом у футболці збірної Австралії завдяки потужному удару з 25 метрів в переможному (1:0) товариському матчі проти збірної Греції в присутності 95 103 уболівальників на Мельбурн Крикет Гроунд, сам же Йосип назвав це найлегендарнішим моментом усіх часів. 
11 вересня 2007 року був викликаний на домашній товариський поєдинок збірної Австралії проти Аргентини, після отримання виклику Скоко заявив, що цей матч стане для нього прощальним у футболці національної збірної. Йосип завершив виступи в збірній на 51-ій хвилині мату, коли був замінений на півзахисника Карла Валері.
Протягом кар'єри у збірній був учасником розіграшу Кубку конфедерацій 1997 року у Саудівській Аравії, розіграшу Кубку конфедерацій 2001 року в Японії і Південній Кореї, кубку націй ОФК 2004 року в Австралії, здобувши того року титул переможця турніру, розіграшу Кубку конфедерацій 2005 року у Німеччині, чемпіонату світу 2006 року у Німеччині.

## Статистика

### Клубна
| Клуб                   | Сезон             | Ліга                  | Ліга  | Ліга | Кубок ФА | Кубок ФА | Кубок Ліги | Кубок Ліги | Загалом | Загалом |
| Клуб                   | Сезон             | Дивізіон              | Матчі | Голи | Матчі    | Голи     | Матчі      | Голи       | Матчі   | Голи    |
| ---------------------- | ----------------- | --------------------- | ----- | ---- | -------- | -------- | ---------- | ---------- | ------- | ------- |
| Норт Джеелонг Ворріорс | 1993              | Прем'єр-ліга Вікторія | 22    | 6    | —        | —        | —          | —          | 22      | 6       |
| Норт Джеелонг Ворріорс | 1994              | Прем'єр-ліга Вікторія | 10    | 2    | —        | —        | —          | —          | 10      | 2       |
| Норт Джеелонг Ворріорс | Загалом           | Загалом               | 32    | 8    | —        | —        | —          | —          | 32      | 8       |
| Хайдук (Спліт)         | 1995/96           | Чемпіонат Хорватії    | 14    | 1    | —        | —        | —          | —          | 14      | 1       |
| Хайдук (Спліт)         | 1996/97           | Чемпіонат Хорватії    | 27    | 10   | —        | —        | —          | —          | 27      | 10      |
| Хайдук (Спліт)         | 1997/98           | Чемпіонат Хорватії    | 26    | 5    | —        | —        | —          | —          | 26      | 5       |
| Хайдук (Спліт)         | 1998/99           | Чемпіонат Хорватії    | 24    | 3    | —        | —        | —          | —          | 24      | 3       |
| Хайдук (Спліт)         | 1999/00           | Чемпіонат Хорватії    | 6     | 1    | —        | —        | —          | —          | 6       | 1       |
| Хайдук (Спліт)         | Загалом           | Загалом               | 97    | 20   | —        | —        | —          | —          | 97      | 20      |
| Генк                   | 1999/00           | Ліга Жупіле           | 9     | 1    | —        | —        | —          | —          | 9       | 1       |
| Генк                   | 2000/01           | Ліга Жупіле           | 29    | 3    | —        | —        | —          | —          | 29      | 3       |
| Генк                   | 2001/02           | Ліга Жупіле           | 32    | 2    | —        | —        | —          | —          | 32      | 2       |
| Генк                   | 2002/03           | Ліга Жупіле           | 30    | 2    | —        | —        | —          | —          | 30      | 2       |
| Генк                   | Загалом           | Загалом               | 100   | 8    | —        | —        | —          | —          | 100     | 8       |
| Генчлербірлігі         | 2003/04           | Суперліга             | 28    | 2    | —        | —        | —          | —          | 28      | 2       |
| Генчлербірлігі         | 2004/05           | Суперліга             | 30    | 2    | —        | —        | —          | —          | 30      | 2       |
| Генчлербірлігі         | Загалом           | Загалом               | 58    | 4    | —        | —        | —          | —          | 58      | 4       |
| Віган Атлетік          | 2005/06           | Прем'єр-ліга          | 5     | 0    | 3        | 0        | 3          | 0          | 11      | 0       |
| Віган Атлетік          | 2006/07           | Прем'єр-ліга          | 28    | 0    | 0        | 0        | 0          | 0          | 28      | 0       |
| Віган Атлетік          | 2007/08           | Прем'єр-ліга          | 12    | 0    | 1        | 0        | 1          | 0          | 14      | 0       |
| Віган Атлетік          | Загалом           | Загалом               | 45    | 0    | 4        | 0        | 4          | 0          | 53      | 0       |
| Сток Сіті (оренда)     | 2005/06           | Чемпіоншип            | 9     | 2    | 0        | 0        | 0          | 0          | 9       | 2       |
| Хайдук (Спліт)         | 2008/09           | Чемпіонат Хорватії    | 29    | 0    | —        | —        | —          | —          | 29      | 0       |
| Хайдук (Спліт)         | 2009/10           | Чемпіонат Хорватії    | 23    | 1    | —        | —        | —          | —          | 23      | 1       |
| Хайдук (Спліт)         | Загалом           | Загалом               | 52    | 1    | —        | —        | —          | —          | 52      | 1       |
| Мельбурн Харт          | 2010/11           | A-Ліга                | 22    | 0    | —        | —        | —          | —          | 22      | 0       |
| Усього за кар'єру      | Усього за кар'єру | Усього за кар'єру     | 415   | 43   | 4        | 0        | 4          | 0          | 423     | 43      |

### У збірній
| національна збірна Австралії | національна збірна Австралії | національна збірна Австралії |
| Рік                          | Матчі                        | Голи                         |
| ---------------------------- | ---------------------------- | ---------------------------- |
| 1997                         | 6                            | 0                            |
| 1998                         | 2                            | 0                            |
| 1999                         | 0                            | 0                            |
| 2000                         | 7                            | 1                            |
| 2001                         | 8                            | 1                            |
| 2002                         | 0                            | 0                            |
| 2003                         | 2                            | 0                            |
| 2004                         | 10                           | 4                            |
| 2005                         | 8                            | 1                            |
| 2006                         | 6                            | 2                            |
| 2007                         | 2                            | 0                            |
| Загалом                      | 51                           | 9                            |

### Голи в збірній
| # | Дата              | Місце                                           | Суперник           | Рахунок | Результат | Змагання                |
| - | ----------------- | ----------------------------------------------- | ------------------ | ------- | --------- | ----------------------- |
| 1 | 23 лютого 2000    | Альберт Флоріан, Будапешт, Угорщина             | Угорщина           | 0-2     | 0-3       | Товариський             |
| 2 | 30 травня 2001    | Чемпіонат світу в Сувоні, Сувон, Південна Корея | Мексика            | 2-0     | 2-0       | Кубок конфедерацій 2001 |
| 3 | 31 травня 2004    | Гіндмарш, Аделаїда, Австралія                   | Таїті              | 2-0     | 9-0       | Кубок націй ОФК 2004    |
| 4 | 9 жовтня 2004     | Лоусон Тама, Хоніара, Соломонові острови        | Соломонові Острови | 0-1     | 1-5       | Кубок націй ОФК 2004    |
| 5 | 9 жовтня 2004     | Лоусон Тама, Хоніара, Соломонові острови        | Соломонові Острови | 0-3     | 1-5       | Кубок націй ОФК 2004    |
| 6 | 16 листопада 2004 | Крейвен Коттедж, Лондон, Англія                 | Норвегія           | 2-1     | 2-2       | Товариський             |
| 7 | 15 червня 2005    | Вальдштадіон, Франкфурт, Німеччина              | Німеччина          | 1-1     | 4-3       | Кубок конфедерацій 2005 |
| 8 | 22 лютого 2006    | Національний стадіон Бахрейну, Манама, Бахрейн  | Бахрейн            | 1-2     | 1-3       | кв. Кубку Азії АФК 2007 |
| 9 | 25 травня 2006    | Мельбурн Крикет Граунд, Мельбурн, Австралія     | Греція             | 1-0     | 1-0       | Товариський             |

## Титули і досягнення
- Володар Кубка Бельгії (1):

«Гент»: 1999–2000
- Чемпіон Бельгії (1):

«Генк»: 2001–2002
- Володар Кубка Хорватії (1):

«Хайдук»: 2009–2010
- Переможець Молодіжного чемпіонату ОФК: 1994
- Володар Кубка націй ОФК: 2004